# Beleg van Gent (1678)
Het Beleg van Gent was de omsingeling en verovering van de stad Gent in 1678. In een van de laatste belegeringen van de Hollandse Oorlog (1672-1679) veroverden de Franse troepen van Lodewijk XIV de stad in de toenmalige Spaanse Nederlanden. Het beleg begon op 1 maart en in de nacht van 8 en 9 maart braken de Fransen door de meeste verdedigingswerken heen. De capitulatie was op 12 maart een feit.
De omsingeling vond plaats van 1 tot 4 maart, het eigenlijke beleg van de stad van 5 tot 9 maart, en het beleg van het Spanjaardenkasteel van 10 tot 12 maart. 

## Omsingeling
Op dinsdag 1 maart rond acht uur in de ochtend verschenen er zes Franse ruiters voor de stadspoorten van Gent. Deze ruiters vormden de voorhoede van een korps bestaande uit 12.000 Franse ruiters onder leiding van maarschalk Louis de Crevant, hertog van Humières. Er werd onmiddellijk overgegaan tot de omsingeling van de stad. De Brugse Vaart werd overgestoken bij Mariakerke en de Schelde ter hoogte van Melle. De grote invalswegen werden bewaakt zodat troepen Gent niet zouden kunnen bereiken. Het zorgde voor grote angst bij de boeren in de omgeving, die wegvluchtten richting Lokeren, Sint-Niklaas en Antwerpen. De Fransen begonnen eveneens met voorbereidende werken door bruggen aan te leggen over de Schelde, Leie, Durme, Brugse Vaart en Sassevaart.
Het besef in Gent dat de stad effectief omsingeld was en dat de belegering ieder moment van start kon gaan, kwam pas op 2 maart. De gouverneur van het Spanjaardenkasteel, don Francisco de Pardo, nam de beslissing om de sluizen te vernielen zodat de omgeving rond Gent onder water kwam te staan. Door de volle maan en sterke noordwestenwind traden de rivieren en kanalen uit hun oevers en kwam het Franse kamp onder water te staan. Het zou uiteindelijk twee- à drieduizend Franse levens kosten. D'Humières gaf het bevel om het kamp iets verder van de stad opnieuw op te zetten. Daarnaast liet hij dijken aanleggen zodat het voorval zich in de toekomst niet zou herhalen.
Op 3 maart kwam het gros van het belegeringsleger. De effectieve grootte van het Franse leger varieert van bron tot bron, maar wordt geschat tussen de 42.000 en 80.000 soldaten. Hun bevoorrading en munitie werd over de Schelde aangeleverd door tweehonderd schepen.